# FIFA 15
FIFA 15 is een voetbalsimulatiespel ontwikkeld door EA Canada. Het is het 22e deel van de FIFA-reeks. FIFA 15 werd door Electronic Arts  op 25 september 2014 uitgebracht voor Nintendo 3DS, PlayStation 3, PlayStation 4, PlayStation Vita, Wii, Windows, Xbox 360 en Xbox One. De Wii- en 3DS-versie verschillen van de andere versies.
Er zijn meer dan 200 spelers opnieuw vastgelegd met een 3D-scan. Ook zien de spelers er realistischer uit. Daarnaast hebben ze wapperende haren gekregen. Behalve de spelers en de stadions hebben de velden ook een verandering ondergaan en is de Turkse Süper Lig-competitie terug. Een harde wedstrijd heeft nu invloed op het veld, bijvoorbeeld pollen die worden weggegleden of getrapt en voetstappen van spelers die zichtbaar blijven op het veld. Ook wordt het tenue zichtbaar smeriger. De reclameborden langs het veld en de led-verlichting zijn zo realistisch mogelijk gemaakt, net als een wapperende cornervlag en het natrillen van de lat. Ook kan de verdediger nu het shirt van de tegenstander vasthouden. De bal wordt niet meteen weggeschoten bij een tackle. Bij het aanvallen zullen teamgenoten meer loopacties ondernemen. De nieuwe skillmoves en passtypes kunnen daarbij helpen.

## Competities
De Turkse competitie keerde terug in FIFA 15; de Braziliaanse competitie werd daarentegen niet meer opgenomen in het spel.
| Land           | Competitie         |
| -------------- | ------------------ |
| Australië      | A-League           |
| België         | Jupiler Pro League |
| Denemarken     | Superligaen        |
| Duitsland      | Bundesliga         |
| Duitsland      | 2. Bundesliga      |
| Engeland Wales | Premier League     |
| Engeland Wales | Championship       |
| Engeland Wales | League One         |
| Engeland Wales | League Two         |
| Frankrijk      | Ligue 1            |
| Frankrijk      | Ligue 2            |
| Ierland        | Airtricity League  |
| Italië         | Serie A            |
| Italië         | Serie B            |
| Mexico         | Liga MX            |
| Nederland      | Eredivisie         |

| Land                      | Competitie              |
| ------------------------- | ----------------------- |
| Noorwegen                 | Tippeligaen             |
| Oostenrijk                | Bundesliga              |
| Polen                     | Ekstraklasa             |
| Portugal                  | Superliga               |
| Rusland                   | Premjer-Liga            |
| Saoedi-Arabië             | Saudi Premier League    |
| Schotland                 | SPL                     |
| Spanje                    | Liga BBVA               |
| Spanje                    | Liga Adelante           |
| Turkije                   | Super Lig               |
| Verenigde Staten Canada   | Major League Soccer     |
| Zuid-Korea                | K-League                |
| Zweden                    | Allsvenskan             |
| Zwitserland Liechtenstein | Raiffeisen Super League |

## Nationale teams
| Land       | Cont. bond | Land        | Cont. bond | Land          | Cont. bond | Land      | Cont. bond | Land             | Cont. bond |
| ---------- | ---------- | ----------- | ---------- | ------------- | ---------- | --------- | ---------- | ---------------- | ---------- |
| Argentinië | CONMEBOL   | Ecuador     | CONMEBOL   | Ivoorkust     | CAF        | Polen     | UEFA       | Venezuela        | CONMEBOL   |
| Australië  | AFC        | Egypte      | CAF        | Kameroen      | CAF        | Portugal  | UEFA       | Verenigde Staten | CONCACAF   |
| België     | UEFA       | Engeland    | UEFA       | Mexico        | CONCACAF   | Roemenië  | UEFA       | Zuid-Afrika      | CAF        |
| Bolivia    | CONMEBOL   | Finland     | UEFA       | Nederland     | UEFA       | Rusland   | UEFA       | Zuid-Korea       | AFC        |
| Brazilië   | CONMEBOL   | Frankrijk   | UEFA       | Nieuw-Zeeland | OFC        | Schotland | UEFA       | Zweden           | UEFA       |
| Bulgarije  | UEFA       | Griekenland | UEFA       | Noord-Ierland | UEFA       | Slovenië  | UEFA       | Zwitserland      | UEFA       |
| Chili      | CONMEBOL   | Hongarije   | UEFA       | Noorwegen     | UEFA       | Spanje    | UEFA       | Wales            | UEFA       |
| Colombia   | CONMEBOL   | India       | AFC        | Oostenrijk    | UEFA       | Tsjechië  | UEFA       |                  |            |
| Denemarken | UEFA       | Ierland     | UEFA       | Paraguay      | CONMEBOL   | Turkije   | UEFA       |                  |            |
| Duitsland  | UEFA       | Italië      | UEFA       | Peru          | CONMEBOL   | Uruguay   | CONMEBOL   |                  |            |

## Soundtracks
| Artiest                                  | Nummer                       | Land                      |
| ---------------------------------------- | ---------------------------- | ------------------------- |
| Avicii                                   | The Nights                   | Vlag van Zweden           |
| A-Trak ft. Andrew Wyatt                  | Push                         | /                         |
| Bang La Decks ft. Dominique Young Unique | Utopia                       | /                         |
| Broods                                   | L.A.F.                       | Vlag van Nieuw-Zeeland    |
| Catfish and the Bottlemen                | Cocoon                       | Vlag van Wales            |
| Choc Quib Town                           | Uh La La                     | Vlag van Chili            |
| Death from Above 1979                    | Crystal Ball                 | Vlag van Canada           |
| Dirty South ft. SomeKindaWonderful       | Tunnel Vision                | /                         |
| Elliphant ft. Bunji Garlin & Diplo       | All or Nothing               | /                         |
| Elliphant ft. Doja Cat                   | Purple Light                 | /                         |
| Emicida ft. Rael da Rima                 | Levanta e Anda               | Vlag van Brazilië         |
| FMLYBND                                  | Come Alive                   | Vlag van Verenigde Staten |
| Foster the People                        | Are You What You Want To Be? | Vlag van Verenigde Staten |
| Jacob Banks                              | Move With You                | Vlag van Engeland         |
| Joywave ft. KOPPS                        | Tongues                      | Vlag van Verenigde Staten |
| Jungle                                   | Busy Earnin'                 | Vlag van Engeland         |
| Kasabian                                 | Stevie                       | Vlag van Engeland         |
| Kinski Gallo                             | Cumbia del Corazon           | Vlag van Verenigde Staten |
| Kwabs                                    | Walk                         | Vlag van Engeland         |
| Lowell                                   | Palm Trees                   | Vlag van Canada           |

| Artiest                                          | Nummer             | Land                      |
| ------------------------------------------------ | ------------------ | ------------------------- |
| Madeon                                           | Imperium           | Vlag van Frankrijk        |
| Magic Man                                        | Tonight            | Vlag van Verenigde Staten |
| Milky Chance                                     | Down By The River  | Vlag van Duitsland        |
| MPB4                                             | Agiborè            | Vlag van Brazilië         |
| Nico & Vinz                                      | When the Day Comes | Vlag van Noorwegen        |
| Polock                                           | Everlasting        | Vlag van Spanje           |
| Prides                                           | Out Of The Blue    | Vlag van Schotland        |
| Rudimental ft. Alex Clare                        | Give You Up        | Vlag van Engeland         |
| Saint Motel                                      | My Type            | Vlag van Verenigde Staten |
| Saint Raymond                                    | Wildheart          | Vlag van Engeland         |
| Santé Les Amis                                   | Brasil             | Vlag van Uruguay          |
| Slaptop                                          | Sunrise            | Vlag van Verenigde Staten |
| Teddybears ft. Natalie Storm                     | Sunshine           | /                         |
| Tensnake ft. Thabo                               | Pressure           | Vlag van Duitsland        |
| The Griswolds                                    | 16 Years           | Vlag van Australië        |
| The Kooks                                        | Around Town        | Vlag van Engeland         |
| The Madden Brothers (Joel Madden & Benji Madden) | We Are Done        | Vlag van Verenigde Staten |
| The Mountains                                    | The Valleys        | Vlag van Denemarken       |
| The Ting Tings                                   | Super Critical     | Vlag van Engeland         |
| tUnE-yArDs                                       | Water Fountains    | Vlag van Verenigde Staten |
| Vance Joy                                        | Mess Is Mine       | Vlag van Australië        |

## Ontvangst
| Beoordeeld door    | Jaar | Platform                       | Score |
| ------------------ | ---- | ------------------------------ | ----- |
| Tweaker.net        | 2014 | PlayStation 4                  | 90%   |
| PowerUnlimited     | 2014 | PlayStation 4                  | 91%   |
| Nivelul2           | 2014 | Windows                        | 89%   |
| PC Games (Germany) | 2014 | Windows                        | 89%   |
| GameStar (Germany) | 2014 | Windows                        | 89%   |
| APGNation          | 2014 | PlayStation 4                  | 85%   |
| IGN                | 2014 | PlayStation 4                  | 83%   |
| 4Players.de        | 2014 | Xbox One PlayStation 4 Windows | 80%   |
| Jeuxvideo.com      | 2014 | PlayStation 4 Xbox One         | 75%   |